# Fire Island

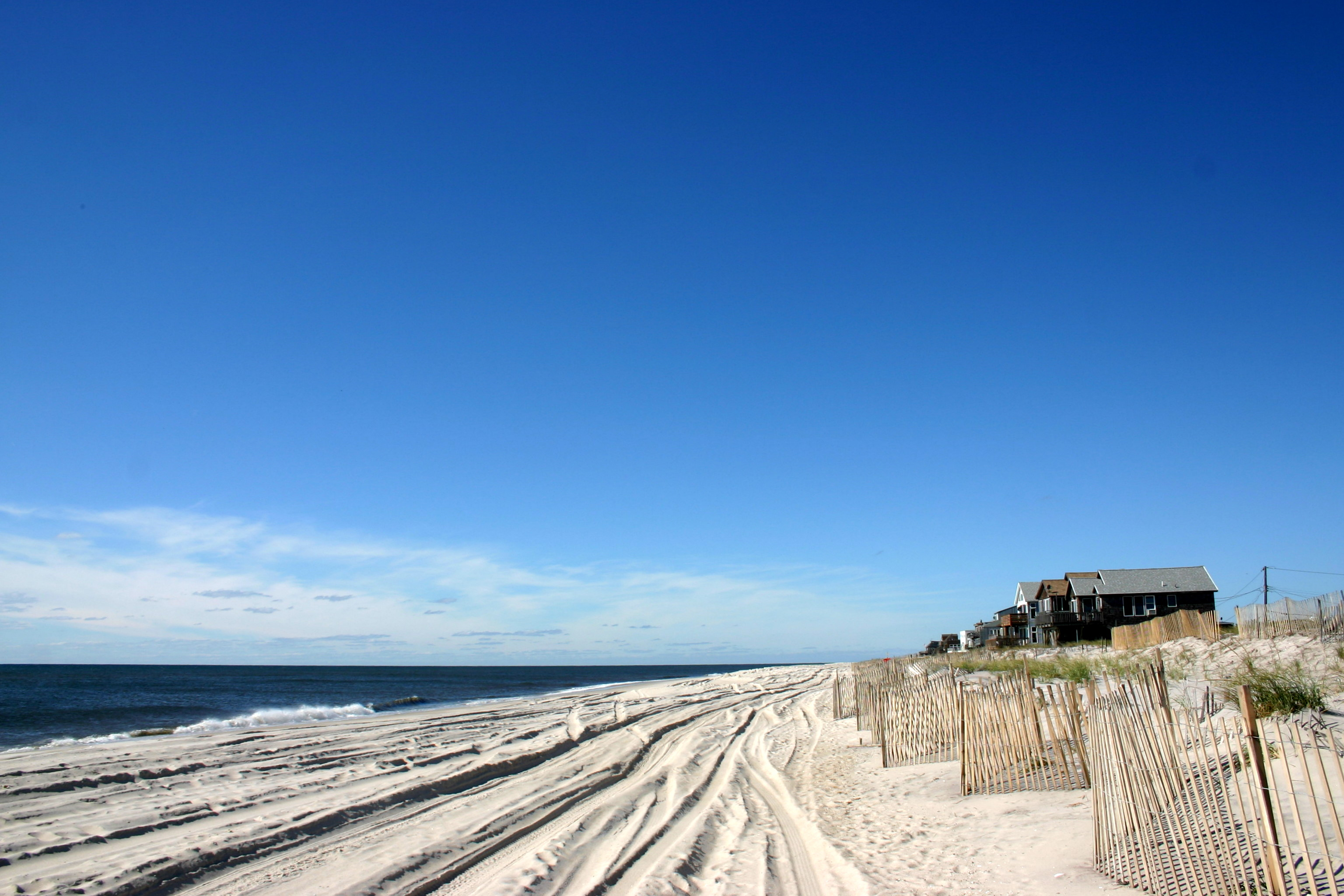
Platja a Fire Island

Localització de Fire Island, amb relació a Nova York.

Fire Island és una illa de l'estat de Nova York, situada al Comtat de Suffolk, al sud de Long Island, prop de la ciutat de Nova York. Té una llargada de 48 quilòmetres, i una amplada aproximada d'1 km. La superfície de l'illa és aproximadament d'uns 22,5 km², amb una població de 491 habitants segons el padró de 2000.
Fire Island està separada per una distància de vuit quilòmetres de Long Island per la Great South Bay (Gran badia sud). L'illa està tanmateix connectada a Long Island via la Robert Moses Causeway, calçada construïda a un banc de terra sobre l'aigua. També és possible d'accedir-hi mitjançant els nombrosos transbordadors que creuen la Great South Bay, o amb vaixells privats.
L'illa de Fire Island també és coneguda per les celebritats que hi fan o hi feien estades, sobretot a l'estiu. Entre aquestes, es poden esmentar l'escriptor Truman Capote, o diversos actors com Ethan Hawke, David Duchovny, Harvey Keitel o Uma Thurman.

## Enllaços exte4rns
- Fire Island National Seashore (anglès)
- Fire Island Travel Guide (anglès)